# Tina Cousins
Pour les articles homonymes, voir Cousins (homonymie).
Tina Cousins (née Tina Patricia Cousins le 20 avril 1974 à Leigh-on-Sea, Essex) est une chanteuse britannique. Son premier succès dans plusieurs pays européens et surtout en Australie est sa participation au morceau Mysterious Times (de Sash!) sorti en 1998.

## Biographie
Cousins fait ses premiers pas dans l'industrie musicale en apparaissant sur le single Mysterious Times du groupe allemand de DJ/producteurs Sash! en 1998. Avant Mysterious Times, Cousins avait sorti Killin' Time et Angel en mars et juin 1997, respectivement.
Après le succès de Mysterious Times, elle connait deux autres succès dans le top 20 britannique avec la suite Pray, sorti en novembre 1998, qui connait également le succès aux États-Unis, et la réédition en 1999 de Killin' Time. Les singles suivants, Forever et la réédition de Angel, atteignent le top 50 au Royaume-Uni (bien qu'un recomptage publié du classement des singles ait montré que Forever avait en fait atteint la 38e place au lieu de la 45e précédemment publiée). Cousins se tourne ensuite vers l'Australie, où la chanson Forever atteint est certifié disque d'or. Pray est également un succès en Australie, atteignant le top 10 et devenant son deuxième single d'or dans les ARIA Charts où il reste pendant plus de quatre mois.
Le 7 mars 2009, Cousins annonce sur son site web qu'un nouveau titre avait été enregistré ainsi qu'un clip vidéo pour un nouveau single intitulé Can't Hold Back. Cette chanson est composée avec Bellatrax et sort aux États-Unis et au Royaume-Uni sur le label Eye Industries de Michael Gray à la fin de l'été 2009. En avril 2009, Cousins annonce qu'elle avait enregistré une reprise de Sex on Fire, originellement par les Kings of Leon. Le titre est produit par Topham and Twigg et sort sur iTunes UK le 2 septembre. Elle signe un contrat mondial avec Sony Music International en septembre 2010, et Sex on Fire sort dans le monde entier à l'automne 2010.
Le clip de Sex on Fire est diffusé sur YouTube en octobre 2010. La vidéo est surtout connue pour ses scènes explicites. Le site web de musique pop, Popjustice, l'a décrite comme « un autre exercice d'horreur et de stupéfaction. » À partir de 2010, Tina sort également de nouvelles musiques avec les singles Everlong, Love Comes Back, Diamonds et When Tomorrow Comes. En 2014, elle sort également un nouveau titre Screams avec Kalsi et Applejack. En 2015, elle ernegistre également un nouveau titre Bullet in the Gun - une reprise du tube dance de Planet Perfecto de la fin des années 1990 - avec Probaker et Kalsi.
Tina Cousins partage son temps entre l'Australie et le Royaume-Uni, où elle se produit régulièrement.

## Discographie

### Albums studio
- 1998 : Killing Time
- 2000 : Killing Time: Remix Tour Edition
- 2005 : Mastermind

### Singles
- 1997 : Angel
- 1997 : Killing Time
- 1997 : Deeper Shade of Blue
- 1998 : Mysterious Times (Sash!)
- 1998 : Pray
- 1999 : Killin' Time
- 1999 : Thank ABBA For The Music
- 1999 : Forever
- 1999 : Angel
- 2000 : Just Around The Hill (Sash!)
- 2000 : Nothing to Fear
- 2000 : The Remix EP
- 2005 : Wonderful Life
- 2005 : Come to Me
- 2006 : Pretty Young Thing
- 2012 : When Tomorrow Comes